# Викар, Ласло
Ла́сло Ви́кар (венг. Vikár László; род. 8 июня 1929, Сомбатхей, Венгрия — 12 мая 2017, Венгрия) — венгерский музыковед, фольклорист, историк музыки и педагог. Почётный член и иностранный член многих академий и научных обществ.

## Биография
В 1951 году окончил Музыкальную академию Ференца Листа у Енё Адама (теория музыки) и у Золтана Вашархейи (хоровое дирижирование), а в 1956 году там же — факультет музыковедения и в 1959 году — аспирантуру у Золтана Кодая и Лайоша Бардоша. С 1960 года — научный сотрудник, в 1977—1996 годах — руководитель группы по исследованию народной музыки Института музыковедения Венгерской АН. С 1970 года — преподаватель венгерской народной музыки в своей альма-матер, где в 1980 году становится профессором. Читал лекции по этномузыкологии в университетах США и Канады. Совершил ряд фольклорных экспедиций по Венгрии, Чехословакии, Северной Корее, Китаю, СССР (Чувашия, Татария, Башкирия), Финляндии и Турции. Им записано около 8 000 народных мелодий. Автор ряда статей в венгерских и зарубежных журналах о музыкальном фольклоре народов Среднего Поволжья, связи музыкальной педагогики и фольклористики. Под его редакцией издана книга Ахмеда Сайгуна «Béla Bartók’s folk music research in Turkey» (1976). Им также составлен и прокомментирован альбом из трёх грампластинок «Folk music of finno-ugrian and turkic peoples» (1984).

## Сочинения
- Collection of Finno-Ugrian and Turkic Folk music in the Volga-Kama-Belaya region. 1958—1979. MTA Zenetudományi Intézet. — Budapest, 1986.
- Cheremis folksongs. — 1971. (с Габором Берецки)
- Chuvash folksongs. — 1979. (с Габором Берецки)
- Votyak folksongs. — 1989. (с Габором Берецки)
- Tatar folksongs. — 1999. (с Габором Берецки)
- Volgán innen, Volgán túl. Naplójegyzetek a magyar öshaza vidékéröl. — Budapest, 2002.

## Награды
- 1976 — Премия Венгерской академии наук[венг.]
- 1977 — Премия Венгерской академии наук[венг.]
- 1977 — Премия Ференца Эркеля[венг.]
- 1995 — Премия Сеченьи